# Trichoniscus aenariensis
Trichoniscus aenariensis là một loài chân đều trong họ Trichoniscidae. Loài này được Verhoeff miêu tả khoa học năm 1941.